# Cá ngừ răng chó
Cá ngừ răng chó (tên khoa học Gymnosarda unicolor), tên gọi khác của nó là cá ngừ trắng, là tên của một loài cá biển thuộc họ Scombridae.

## Mô tả
Cá thể đực của loài này có thể dài từ 190 đến 248 cm (tương đương 75 đến 98 inch) và có trọng lượng đến 130 kg. Tuy vậy, kích thước trung bình của chúng là nằm trong khoảng từ 40 đến 120 cm. Chúng có từ 12 đến 14 tia vây ở lưng, 12 hoặc 13 tia vây ở vây hậu môn. Đường ở hai bên cá thì nhấp nhô nhiều. Loài cá ngừ này thì có hình dáng thuôn dài và màu sắc nơi cơ thể có thể dễ dàng phân biệt với các loài cá khác. Vây lưng có màu xanh, hai bên thân có ánh bạc, bụng thì hơi trắng, vây sau nhô ra hai đỉnh màu trắng. Chúng vừa bơi vừa mở miệng và hàm trên của nó cao ngang bằng mắt.

## Phân bố
Cá ngừ răng chó sốngnhie62u ở các vùng nước nhiệt đới của vùng nước Ấn Độ Dương - Thái Bình Dương, từ vùng biển phía đông châu Phi (bao gồm cả biển Đỏ) đến Polynésia thuộc Pháp và từ vùng phía năm của Nhật Bản đến phía bắc của Úc (bao gồm các đảo của Thái Bình Dương và đảo Hawaii cũng không ngoại lệ).

## Trong tự nhiên
Ta có thể nhìn thấy chúng chủ yếu là ở các vùng san hô, những cá thể nhỏ thì ở vùng san ở gần bờ, còn những cá thể lớn hơn thì ở xa bờ hơn. Chúng thường đi riêng một mình hoặc đi thành từng nhóm nhỏ ở độ sâu từ 10 đến 300 mét.
Chúng sống ở môi trường chung với cá vẩu, cá sú mì, cá mú cũng như các loài cá mập như cá mập san hô, cá mập hổ, cá mập bò.
Thức ăn của loài cá ngừ này là cá nhỏ sống ở môi trường rặng san hô như cá chàm, các loài cá thuộc chi Cirrhilabrus, Pterocaesio, cá cam thoi, cá nục, các loài thuộc họ cá thu ngừ và mực.